# Ernst Piltz
Karl Heinrich Ernst Piltz (* 14. März 1870 in Lobenstein; † 4. September 1929 ebenda) war ein deutscher Buchbindermeister und Politiker.

## Leben
Piltz war der Sohn des Zinngießers Heinrich Franz Piltz in Lobenstein und dessen Ehefrau Louise Agnes Fanny geborene Zien. Piltz, der evangelisch-lutherischer Konfession war, heiratete am 27. Dezember 1900 in Lobenstein Klara Martha Büttner (* 23. Mai 1875 in Lobenstein), die Tochter des Ersten Mädchenlehrers Heinrich Friedolin Büttner in Lobenstein.
Piltz war Buchbindermeister in Lobenstein. Dort war er zuletzt auch Vorstandsmitglied der Bank.
Vom 25. Januar 1914 bis zum 12. Februar 1919 war er Mitglied im Landtag Reuß jüngerer Linie.